# Vortex Estina
Der Vortex Estina war ein in Russland produziertes Automodell, dabei handelte es sich um ein vom chinesischen Pkw-Modell Chery A5 abstammendes Lizenzprodukt, das vom Taganroger Automobilwerk in Ischewsk für den lokalen Automobilmarkt angepasst wurde. Er wurde im Oktober 2008 erstmals auf einer russischen Automobilschau der Öffentlichkeit präsentiert. Ende Januar / Anfang Februar 2014 wurde vor einem russischen Gericht das Konkursverfahren gegen das Taganroger Automobilwerk eröffnet.

## Motoren
Der Estina wurde in drei Basisversionen produziert. Als Motorvarianten gab es 1,6 Liter Hubraum (109 PS) bzw. 2,0 Liter Hubraum (129 PS). Die Höchstgeschwindigkeit liegt bei 185 km/h. Die Preise begannen bei 339.900 Rubel und endeten bei der Topversion mit 409.900 Rubel. Der Wenderadius liegt bei 5,3 Metern. Das Leergewicht des Fahrzeuges beträgt 1.365 kg, wobei das zulässige Gesamtgewicht bei 1.665 kg liegt. Zur Serienausstattung gehört beim Estima das ABS, EBD, eine hydraulische Bremsanlage im Zweikreismechanismus, die eine elektronische Bremskraftverteilung aufweist, eine verstellbare Lenksäule und ein 3-Speichen-Lenkrad mit Airbag.

## Besonderheit
Die nach Island importierten Einheiten konnten nicht in die Länder der EU importiert werden, da die Fahrzeuge lediglich der Euro-3-Abgasnorm entsprachen.